# Anagallis foemina
Espèce
Lysimachia foemina (syn. Anagallis foemina), le Mouron bleu, est une espèce de plantes à fleurs de la famille des Primulaceae.

## Description
C'est une plante herbacée.

### Caractéristiques
Organes reproducteurs
- Couleur dominante des fleurs : bleu
- Période de floraison : juin-décembre
- Inflorescence : racème simple
- Sexualité : hermaphrodite
- Pollinisation : entomogame

Graine
- Fruit : capsule
- Dissémination : barochore

Habitat et répartition
- Habitat type : pelouses amphibies vivaces oligotrophiles, méditerranéennes
- Aire de répartition : cosmopolite

Données d'après : Julve, Ph., 1998 ff. - Baseflor. Index botanique, écologique et chorologique de la flore de France. Version : 23 avril 2004.

## Synonymes
- Anagallis arvensis subsp. foemina  (Mill.) Schinz & Thell. - Certains auteurs reconnaissent ce nom.
- Anagallis arvensis subsp. caerulea Hartm.
- Lysimachia foemina (Mill.) U.Manns & Anderb[1].

## Remarque

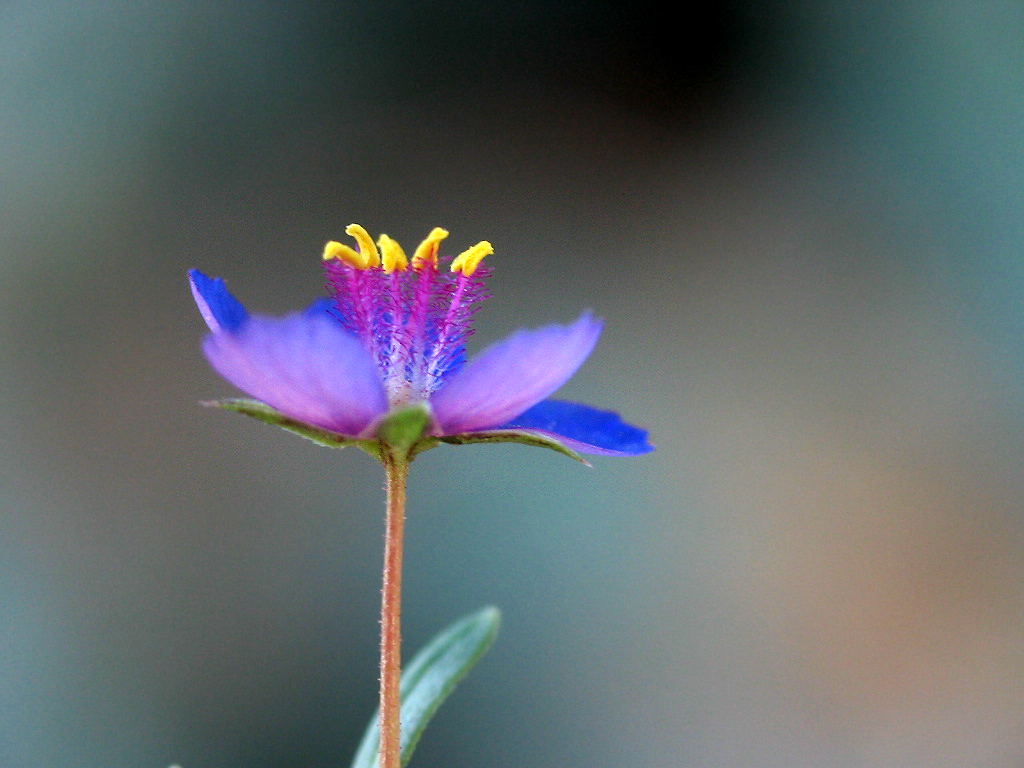
Anagallis foemina.

Il ne faut pas confondre cette espèce avec la forme aux fleurs bleues du mouron rouge (Anagallis arvensis f. azurea Hyl.).
Pour différencier Anagallis foemina des formes bleues du mouron rouge, il faut, comme précisé p. 306 de la Flore de Belgique, examiner les pétales à la loupe, compter le nombre de poils glanduleux du bord des pétales et examiner le nombre et la forme des cellules de ces poils. 
- Anagallis foemina : pétales dépourvus de poils glanduleux au bord ou ceux-ci peu nombreux (moins de 30 par pétale), formés de (3-)4 cellules, la terminale plus longue que large. Et d'après Georges SFIKAS 2  : Pédicelles des fleurs  généralement moins longs que la feuille correspondante. Feuilles moins ovales, plus lancéolées qu'arvensis.
- Anagallis arvensis : pétales pourvus au bord de poils glanduleux abondants (35-70 par pétale), toujours formés de 3 cellules, la terminale subglobuleuse.